# Guillermo Araya Goubet
Guillermo Araya Goubet (* 30. April 1931 in Santiago de Chile; † 28. Februar 1983 in Amsterdam) war ein nach Europa emigrierter chilenischer Romanist und Hispanist.

## Leben und Werk
Araya studierte Spanisch, Latein und Griechisch in Santiago de Chile (Abschluss 1955), dann bereiste er Südamerika und Europa. 
1957 gründete er mit Eleazar Huerta Valcárcel die Abteilung Spanisch der Universidad Austral de Chile in Valdivia und lehrte dort Linguistik, leitete die Universitätsbibliothek (1962–1964) und war ab 1964 Lehrstuhlinhaber und Dekan (1964–1973).
Das Jahr 1964 verbrachte er mit einem Humboldtstipendium an der Universität Köln. 1968 wurde er promoviert und war in den Jahren 1968 bis 1970 Gastprofessor an der University of California at Los Angeles. 1971 gründete und leitete er die Chilenische Gesellschaft für Linguistik.
Als Bewerber für das Rektorenamt seiner Universität wurde er 1973 durch den Putsch von Augusto Pinochet überrascht, sein Dienstvertrag aufgelöst, er selbst drei Monate lang im Gefängnis festgehalten. 1974 emigrierte er nach Europa, war drei Jahre Professeur associé an der Universität Bordeaux III (1975 Fellow der Guggenheim Foundation) und besetzte von 1977 bis zu seinem Tod eine ordentliche Professur für Spanisch an der Universität Amsterdam.
Araya war Gründungsherausgeber der Zeitschrift Revista de Estudios Filológicos (1965), der Zeitschrift Literatura Chilena. Creación y crítica (mit Armando Cassígoli und David Valjalo), sowie der Zeitschrift Diálogos Hispánicos de Amsterdam (mit Henk Haverkate und Kitty Marguerite van Leuven-Zwart), ferner der Biblioteca hispanoamericana y española de Amsterdam (BHEA, 1982 ff).
An der Universität Valdivia ist ein Lehrstuhl nach ihm benannt.

## Werke

### Monografien
- Atlas lingüístico-etnográfico del sur de Chile (Alesuch). Preliminares y cuestionario. Valdivia 1968
- Evolución del pensamiento histórico de Américo Castro. Madrid 1969
- Claves filológicas para la comprensión de Ortega. Madrid 1971
- De Garcilaso a García Lorca (Ocho estudios sobre letras españolas). Amsterdam 1983
- El pensamiento de Américo Castro. Estructura intercastiza de la historia de España. Madrid 1983

### Herausgebertätigkeit
- Alonso de Ercilla y Zúñiga, La Araucana, Santiago de Chile 1969, 1979, 1990
- Atlas lingüistíco-etnográfico del Sur de Chile (ALESUCH). Tomo I, Valdivia 1973
- Cervantes, El Ingenioso hidalgo Don Quijote de la Mancha, Santiago 1975
- Alberto Blest Gana, Martín Rivas, Madrid 1981, 2004